# Lac de soude
Un lac de soude ou lac alcalin est un lac fortement alcalin, en raison de sa concentration élevée en sels carbonatés, comme le carbonate de sodium (et des complexes salins apparentés), et plus rarement de chlorure de sodium et d'autres sels dissous, ce qui en fait alors un lac salé ou lac hypersalin. 
Un pH élevé (entre 9 et 12) et une salinité coïncident souvent, en raison du processus de formation de ces lacs. Les lacs de soude hypersalins et hautement alcalins qui en résultent sont considérés parmi les environnements aquatiques les plus extrêmes de la Terre. 
Les lacs de soude sont souvent des écosystèmes foisonnants par rapport à leurs homologues d'eau douce (à pH neutre). Les taux de production primaire brute (photosynthèse) ont été mesurés au-dessus de 10 g Cm−2jour−1 (grammes de carbone par mètre carré par jour), soit plus de seize fois la moyenne mondiale pour les lacs et les cours d'eau (0,6 g Cm−2jour−1). Cela en fait les environnements aquatiques les plus productifs sur Terre, principalement en raison de la disponibilité pratiquement illimitée de dioxyde de carbone dissous.
Les lacs de soude existent dans le monde entier, généralement dans les zones arides et semi-arides et en relation avec des failles tectoniques comme la vallée du rift est-africain.

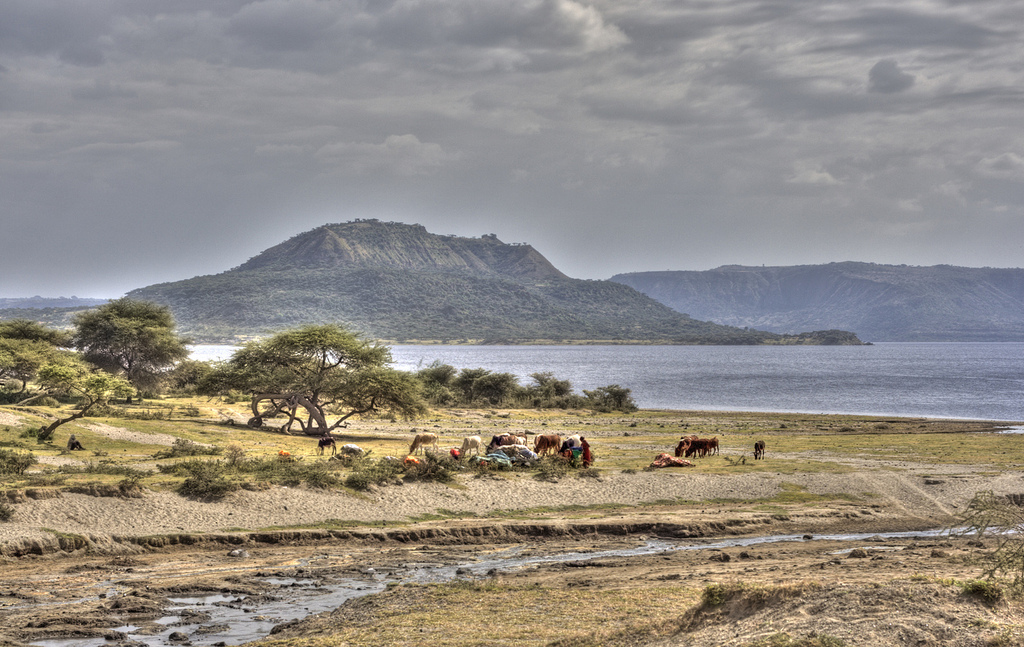
Le lac Shala, dans la vallée du Rift est-africain.

## Formation
Pour qu'un lac devienne alcalin, une combinaison particulière de conditions géographiques, géologiques et climatiques est nécessaire. Tout d'abord, une topographie adaptée est nécessaire, qui limite l'écoulement de l'eau du lac. Lorsque l'écoulement est complètement empêché, cela s'appelle un bassin endoréique. Les cratères ou les dépressions formées par le rifting tectonique fournissent souvent de telles dépressions topologiques. L'alcalinité et la salinité élevées résultent de l'évaporation de l'eau du lac. Cela nécessite des conditions climatiques appropriées, afin que l'afflux équilibre le flux sortant par évaporation. La vitesse à laquelle les sels carbonatés sont dissous dans l'eau du lac dépend également de la géologie environnante et peut dans certains cas conduire à une alcalinité relativement élevée même dans les lacs avec un débit sortant important.

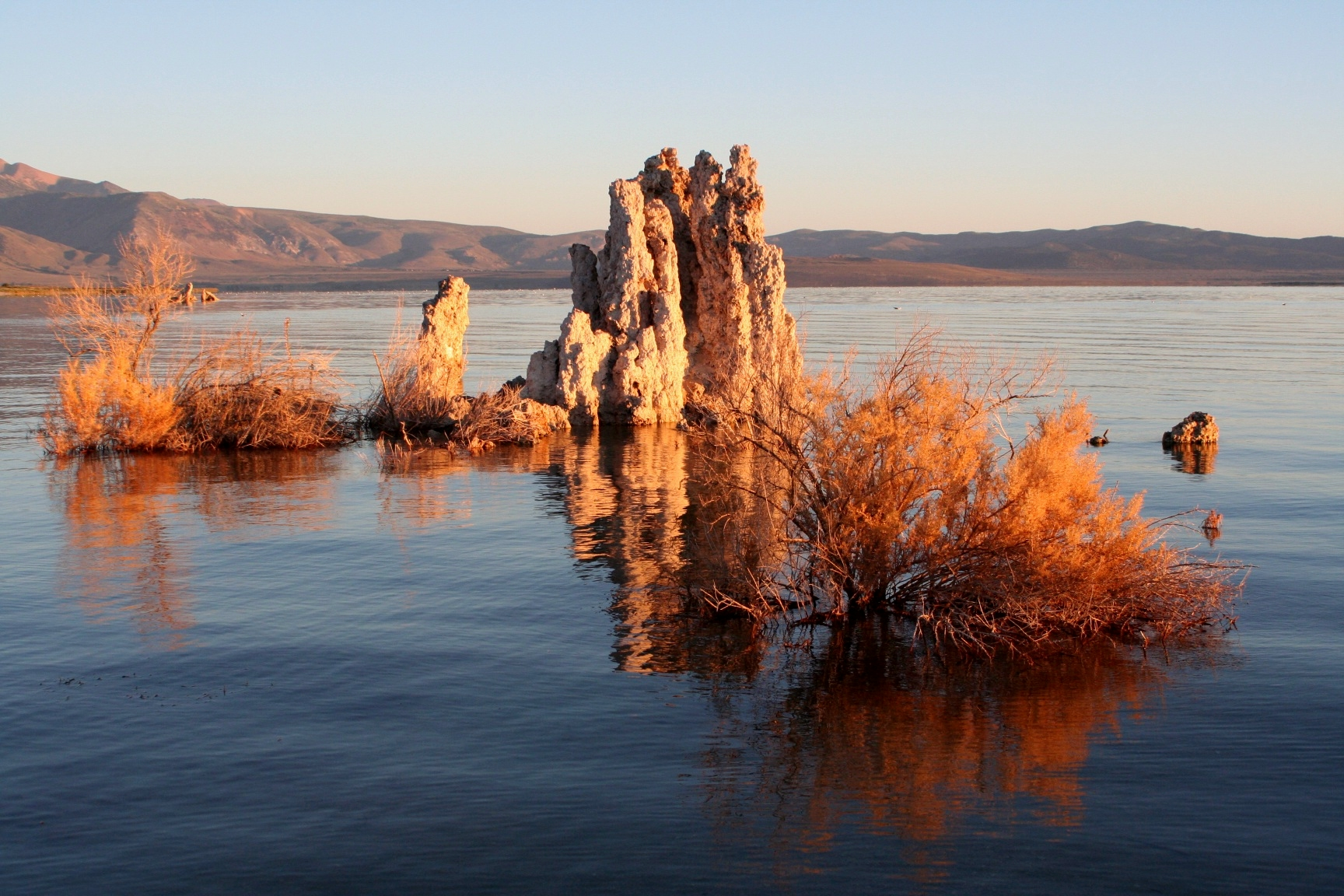
Colonnes de tufa du lac Mono, Californie.

Une autre condition géologique critique pour la formation d'un lac de soude est l'absence relative de magnésium ou de calcium soluble. Sinon, le magnésium dissous (Mg2+) ou le calcium (Ca2+) éliminera rapidement les ions carbonates, grâce à la précipitation de minéraux tels que la calcite, la magnésite ou la dolomite, neutralisant efficacement le pH de l'eau du lac. Il en résulte un lac salé neutre (ou légèrement basique). La mer Morte est un bon exemple, qui est très riche en Mg2+. Dans certains lacs de soude, l'afflux de Ca2+ à travers des suintements souterrains peut entraîner des précipitations localisées. Dans le lac Mono, en Californie et le lac de Van, en Turquie, de telles précipitations ont formé des colonnes de tuf s'élevant au-dessus de la surface du lac.
De nombreux lacs de soude sont fortement stratifiés, avec une couche supérieure bien oxygénée (épilimnion) et une couche inférieure anoxique (hypolimnion), sans oxygène et souvent à fortes concentrations de sulfure. La stratification peut être permanente ou avec un mélange saisonnier. La profondeur de l'interface oxique/anoxique séparant les deux couches varie de quelques centimètres près des sédiments du fond, selon les conditions locales. Dans les deux cas, il représente une barrière importante, à la fois physiquement et entre des conditions biochimiques fortement contrastées.

## Biodiversité
Une riche diversité de vie microbienne habite les lacs de soude, souvent en concentrations denses. Cela en fait des écosystèmes exceptionnellement productifs et conduit à des « efflorescences d'algues » permanentes ou saisonnières avec une coloration visible dans de nombreux lacs. La couleur varie selon les lacs, en fonction des formes de vie prédominantes et peut aller du vert à l'orange ou au rouge. 
Par rapport aux écosystèmes d'eau douce, la vie dans les lacs de soude est souvent complètement dominée par les procaryotes, c'est-à-dire les bactéries et les archées, en particulier dans ceux qui connaissent des conditions plus « extrêmes » (alcalinité et salinité plus élevées, ou teneur en oxygène plus faible). Cependant, une riche diversité d'algues eucaryotes, de protistes et de champignons est également rencontrée dans de nombreux lacs de soude. 
Des animaux multicellulaires tels que les crustacés (notamment la crevette de la saumure Artemia et les copépodes Paradiaptomus africanus) et les poissons (comme Alcolapia), se trouvent également dans de nombreux lacs de soude parmi les moins alcalins, adaptés aux conditions extrêmes de ces environnements alcalins et souvent salins. Les micro-organismes des lacs de soude constituent également la principale source de nourriture pour de vastes troupeaux de flamants roses (phoeniconaias minor), en particulier dans la vallée du Rift d'Afrique de l'Est. Les cyanobactéries du genre Arthrospira (anciennement Spirulina) sont une source de nourriture particulièrement pour ces oiseaux, en raison de leur grande taille de cellule et de leur haute valeur nutritionnelle.

### Diversité microbienne et richesse des espèces

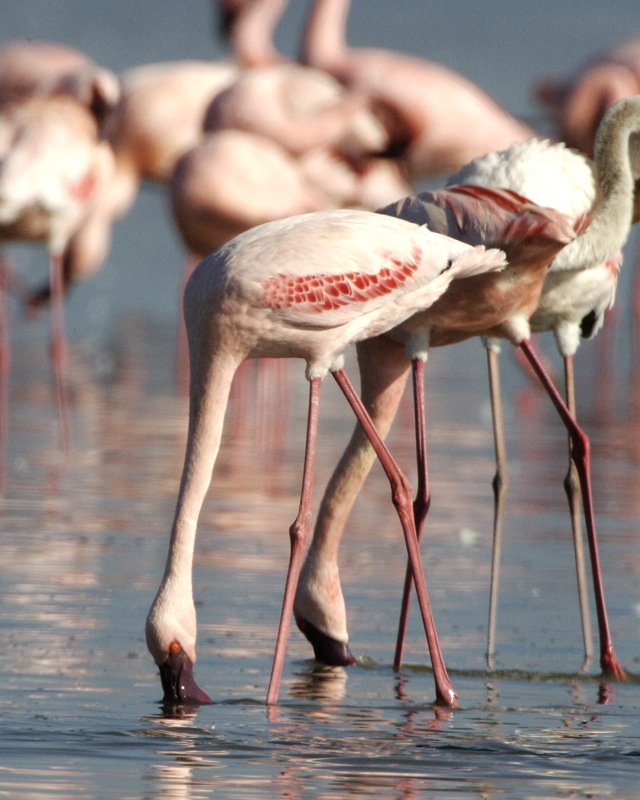
Petits flamants roses. (Phoenicopterus minor) se nourrissant de cyanobactéries dans le lac Nakuru, Kenya.

De manière générale, la biodiversité microbienne des lacs de soude est peu étudiée. De nombreuses études se sont focalisées sur les producteurs primaires, à savoir les cyanobactéries photosynthétisantes ou les algues eucaryotes (voir Cycle du carbone). Comme les études reposaient traditionnellement sur la microscopie, l'identification a été entravée par le fait que de nombreux lacs de soude abritent des espèces peu étudiées, uniques à ces habitats relativement inhabituels et dans de nombreux cas considérées comme endémiques, c'est-à-dire n'existant que dans un seul lac. La morphologie (apparence) des algues et autres organismes peut également varier d'un lac à l'autre, en fonction des conditions locales, rendant leur identification plus difficile, ce qui a probablement conduit à plusieurs cas de confusions taxonomiques dans la littérature scientifique.
Un certain nombre d'études ont utilisé des méthodes moléculaires telles que les empreintes digitales ou le séquençage de l'ADN pour étudier la diversité des organismes dans les lacs de soude,,,,. Ces méthodes sont basées sur de l'ADN extrait directement dans l'environnement et ne nécessitent donc pas de culture de micro-organismes. Il s'agit d'un avantage majeur, car la culture de nouveaux micro-organismes est une technique laborieuse connue pour fausser sérieusement les résultats des études de diversité, puisque seulement environ un organisme sur cent peut être cultivé en utilisant des techniques standard. Pour les micro-organismes, l'ARN ribosomal du gène marqueur phylogénétique de la petite sous-unité (SSU) est généralement ciblé, en raison de ses propriétés importantes, son existence dans tous les organismes cellulaires et sa capacité à être utilisé comme « horloge moléculaire » pour retracer l'histoire évolutive d'un organisme. Par exemple, les banques de clones de gènes d'ARN ribosomique 16S ont révélé que la communauté bactérienne du lac avec la salinité la plus élevée était caractérisée par une diversification plus élevée, accélérée et relativement récente que la communauté d'un lac d'eau douce, alors que la diversité phylogénétique dans le lac hypersalin était inférieure à celle dans un lac d'eau douce. Des études indépendantes ont révélé que la diversité des micro-organismes dans les lacs de soude est très élevée, la richesse en espèces (nombre d'espèces présentes) des lacs individuels rivalisant souvent avec celle des écosystèmes d'eau douce. 

### Biogéographie et singularité
En plus de leur riche biodiversité, les lacs de soude abritent souvent de nombreuses espèces uniques, adaptées aux conditions alcalines et incapables de vivre dans d'autres environnements. Ceux-ci sont appelés Alcalophiles. Les organismes également adaptés à une salinité élevée sont appelés haloalcaliphiles. Des études génétiques indépendantes de culture ont montré que les lacs de soude contiennent une quantité inhabituellement élevée de micro-organismes alcaliphiles avec une faible similitude génétique avec les espèces connues,,,. Cela indique une longue histoire évolutive d'adaptation à ces habitats avec peu de nouvelles espèces d'autres environnements s'adaptant au fil du temps.
Des études génétiques approfondies montrent également un chevauchement inhabituellement faible dans la communauté microbienne présente, entre les lacs de soude avec des conditions de pH et de salinité légèrement différentes,. Cette tendance est particulièrement forte dans la couche inférieure (hypolimnion) des lacs stratifiés, probablement en raison du caractère isolé de tels milieux. Les données sur la diversité des lacs de soude suggèrent l'existence de nombreuses espèces microbiennes endémiques, uniques aux lacs individuels,. Il s'agit d'une découverte controversée, car la doxa en écologie microbienne exige que la plupart des espèces microbiennes soient cosmopolites et dispersées dans le monde, grâce à leurs énormes populations, une hypothèse célèbre formulée pour la première fois par Lourens Baas Becking en 1934 (« Tout est partout, mais l'environnement selectionne »). 

## Écologie

### Cycle du carbone

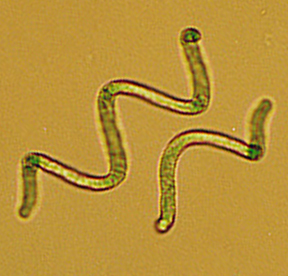
Cyanobactéries du genre Arthrospira (anciennementSpiruline)

La photosynthèse fournit la principale source d'énergie pour la vie dans les lacs de soude et ce processus domine l'activité à la surface. Les photosynthétiseurs les plus importants sont généralement les cyanobactéries, mais dans de nombreux lacs de soude moins extrêmes, les eucaryotes tels que les algues vertes (Chlorophyta) peuvent également dominer. Les principaux genres de cyanobactéries que l'on trouve généralement dans les lacs de soude comprennent Arthrospira (anciennement Spirulina ) notamment Arthrospira platensis, Anabaenopsis, Cyanospira, Synechococcus ou Chroococcus. Dans les lacs de soude plus salés, les archées haloalcalophiles telles que les halobactéries et les bactéries telles que Halorhodospira dominent la photosynthèse. Cependant, il est difficile d'affirmer s'il s'agit d'un processus autotrophe, ou hétérotrophe et nécessite du carbone organique provenant des proliférations de cyanobactéries, se produisant pendant les périodes de fortes pluies qui diluent les eaux de surface.
Sous la surface, des photosynthétiseurs anoxygéniques utilisant d'autres substances que le dioxyde de carbone pour la photosynthèse contribuent également à la production primaire dans de nombreux lacs de soude. Il s'agit notamment des bactéries pourpres sulfureuses telles que les Ectothiorhodospiraceae et des bactéries pourpres non soufrées telles que les Rhodobacteraceae (telle l'espèce Rhodobaca bogoriensis isolée du lac Bogoria).
Les bactéries photosynthétiques fournissent une source de nourriture pour une grande diversité de micro-organismes organotrophes aérobies et anaérobies issus des embranchements, notamment les protéobactéries, les bactéries, les spirochètes, les firmicutes, les thermotogae, les déinocoques, les planctomycètes, les actinobactéries, les gemmatimonadetes, etc,. La fermentation anaérobie par étapes des composés organiques provenant des producteurs primaires, aboutit à des composés carbonés (C1) tels que le méthanol et la méthylamine.
Au fond des lacs (dans les sédiments ou l'hypolimnion, les méthanogènes utilisent ces composés pour en tirer de l'énergie, en produisant du méthane, une procédure connue sous le nom de méthanogenèse. Une grande diversité de méthanogènes, y compris les genres d'archées Methanocalculus, Methanolobus, Methanosaeta, Methanosalsus et Methanoculleus, a été trouvée dans les sédiments des lacs de soude,. Lorsque le méthane résultant atteint l'eau aérobie d'un lac de soude, il peut être consommé par des bactéries oxydant le méthane telles que Methylobacter ou Methylomicrobium. 

### Cycle du soufre
Les bactéries réductrices de soufre sont courantes dans les couches anoxiques des lacs de soude. Ceux-ci réduisent le sulfate et le soufre organique des cellules mortes en sulfure (S 2−). Les couches anoxiques des lacs de soude sont donc souvent riches en sulfure. Contrairement aux lacs neutres, le pH élevé interdit le dégagement d'hydrogène sulfuré (H2S) sous forme gazeuse. Les genres de réducteurs de soufre alcaliphiles trouvés dans les lacs de soude comprennent Desulfonatronovibrio et Desulfonatronum. Ceux-ci jouent d'ailleurs un rôle écologique important dans le cycle du soufre, car ils consomment également de l'hydrogène, issu de la fermentation de la matière organique.
Les bactéries oxydant le soufre tirent, quant à elles, leur énergie de l'oxydation du sulfure atteignant les couches oxygénées des lacs de soude. Certains d'entre elles sont phototrophes de soufre photosynthétiques, ce qui signifie qu'elles ont également besoin de lumière pour obtenir de l'énergie. Parmi ces bactéries alcaliphiles oxydant le soufre se trouvent les genres Thioalkalivibrio, Thiorhodospira, Thioalkalimicrobium et Natronhydrogenobacter. 

### L'azote et autres nutriments
L'azote est un nutriment limitant pour la croissance dans de nombreux lacs de soude, ce qui rend le cycle interne de l'azote très important pour leur écologie. La cyanobactérie diazotrophe est une source possible d'azote biodisponible car elle peut fixer l'azote de l'atmosphère pendant la photosynthèse. Cependant, bon nombre des cyanobactéries dominantes trouvées dans les lacs de soude comme Arthrospira ne sont probablement pas capables de fixer l'azote. L'ammoniac, un déchet contenant de l'azote provenant de la dégradation des cellules mortes, peut être émis par des lacs de soude par volatilisation en raison du pH élevé. Cela peut entraver la nitrification, dans laquelle l'ammoniac est « recyclé » en nitrate biodisponible. Cependant, l'oxydation de l'ammoniac semble être efficacement réalisée dans les lacs de soude dans les deux cas, probablement par des bactéries oxydant l'ammoniac ainsi que des thaumarchaea. 

## Liste des lacs de soude
Le tableau suivant répertorie quelques exemples de lacs de soude par région, par pays, par pH et par salinité. NA indique « données non disponibles » :

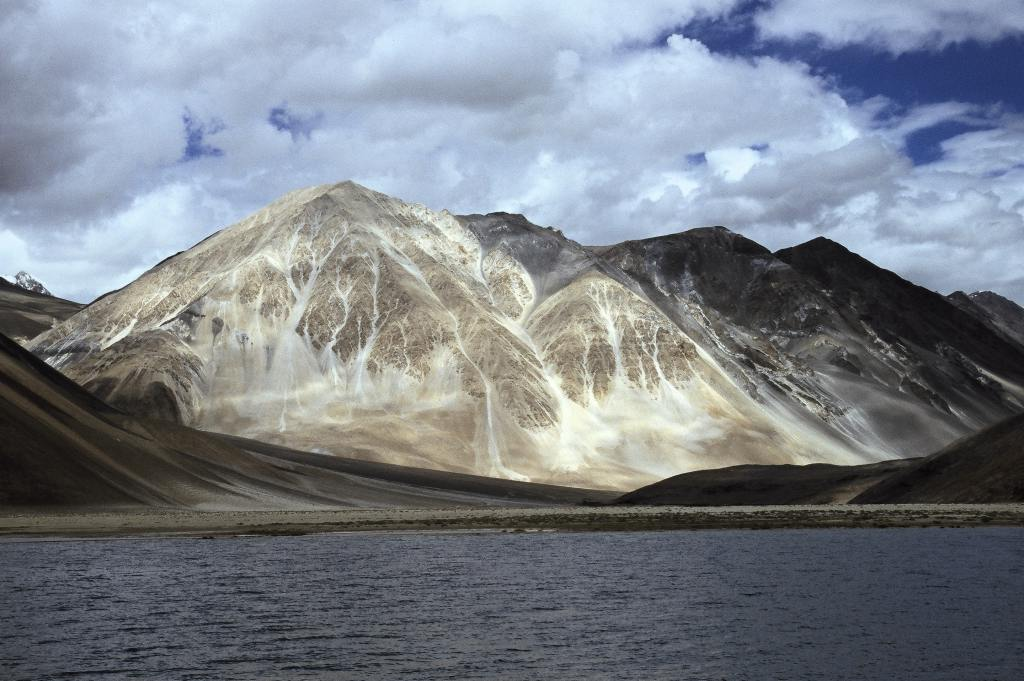
Lac Pangong (Panpong Tso)

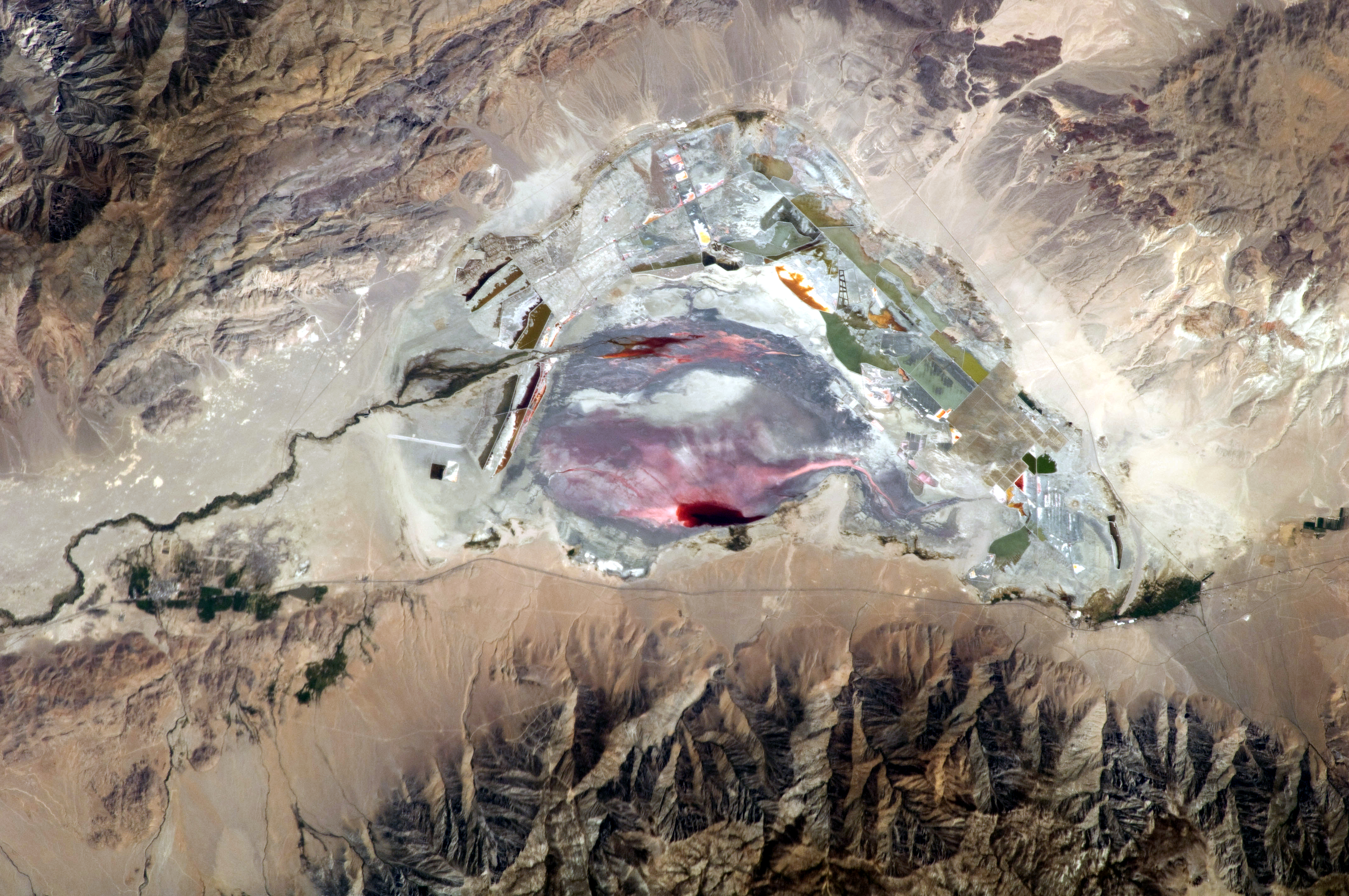
Cette photographie d'astronaute met en évidence le lit principalement sec du lac Owens.

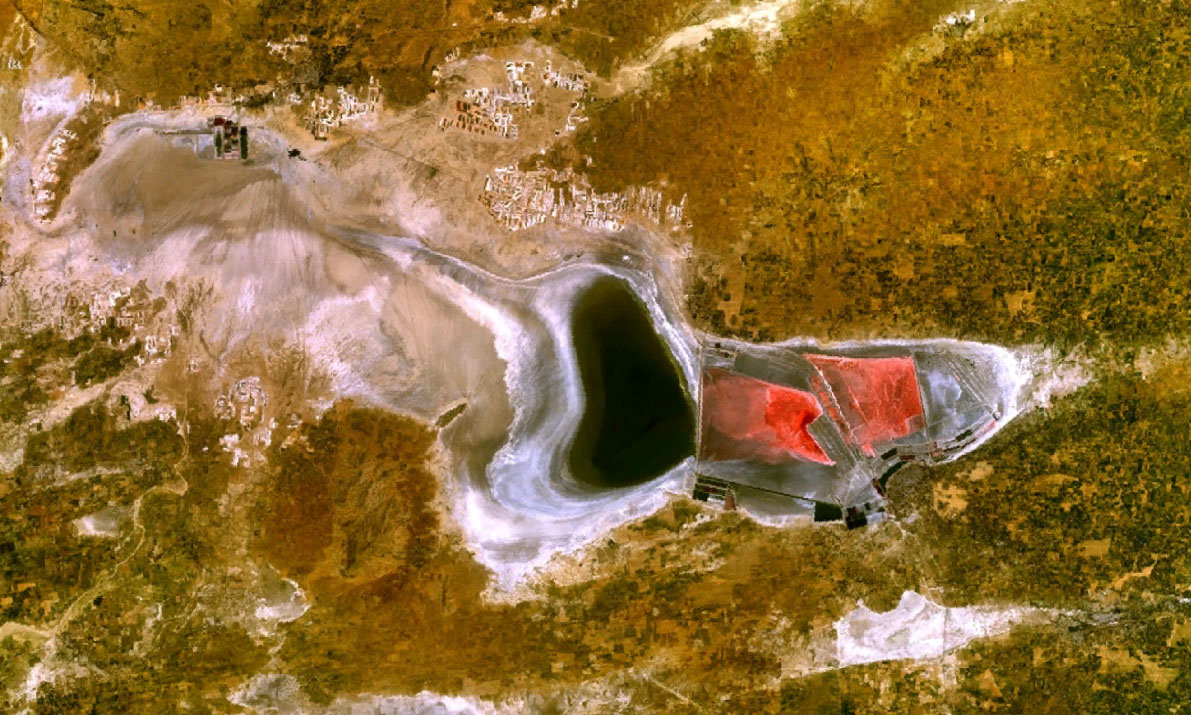
Image satellite du lac Sambhar prise en 2010, dans WorldWind.

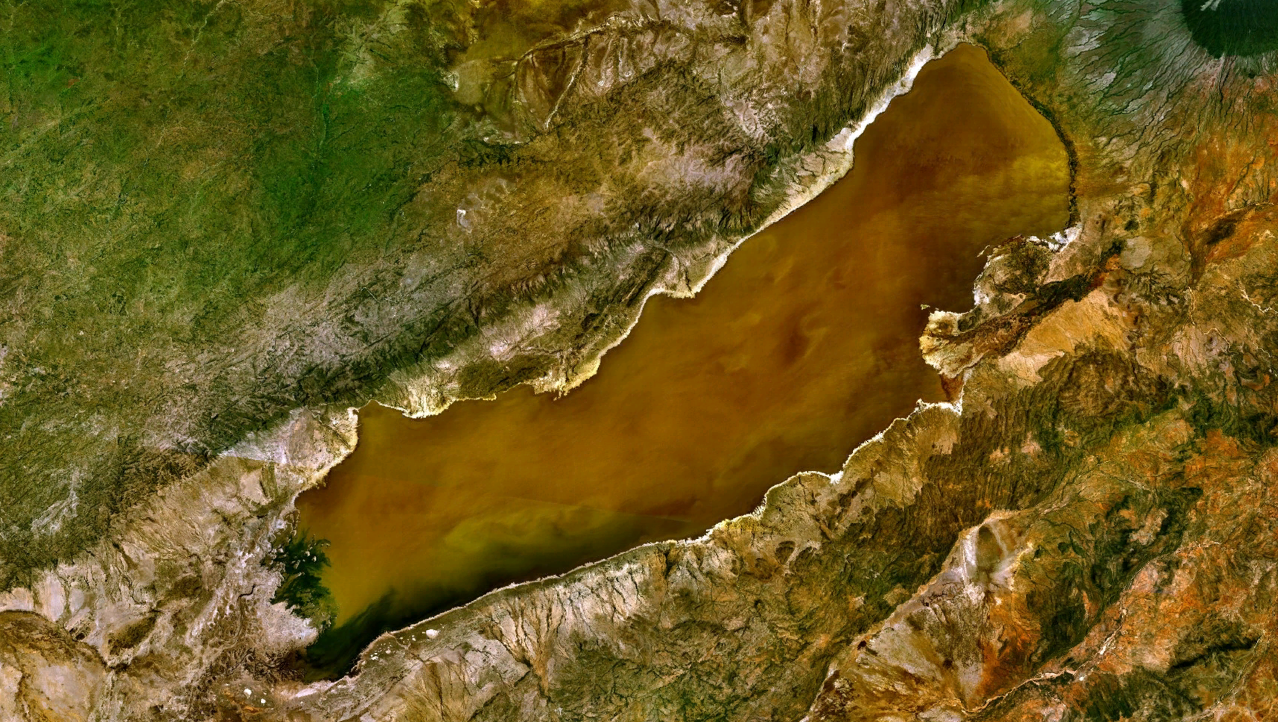
Une capture d'écran du lac Eyasi prise dans World Wind.

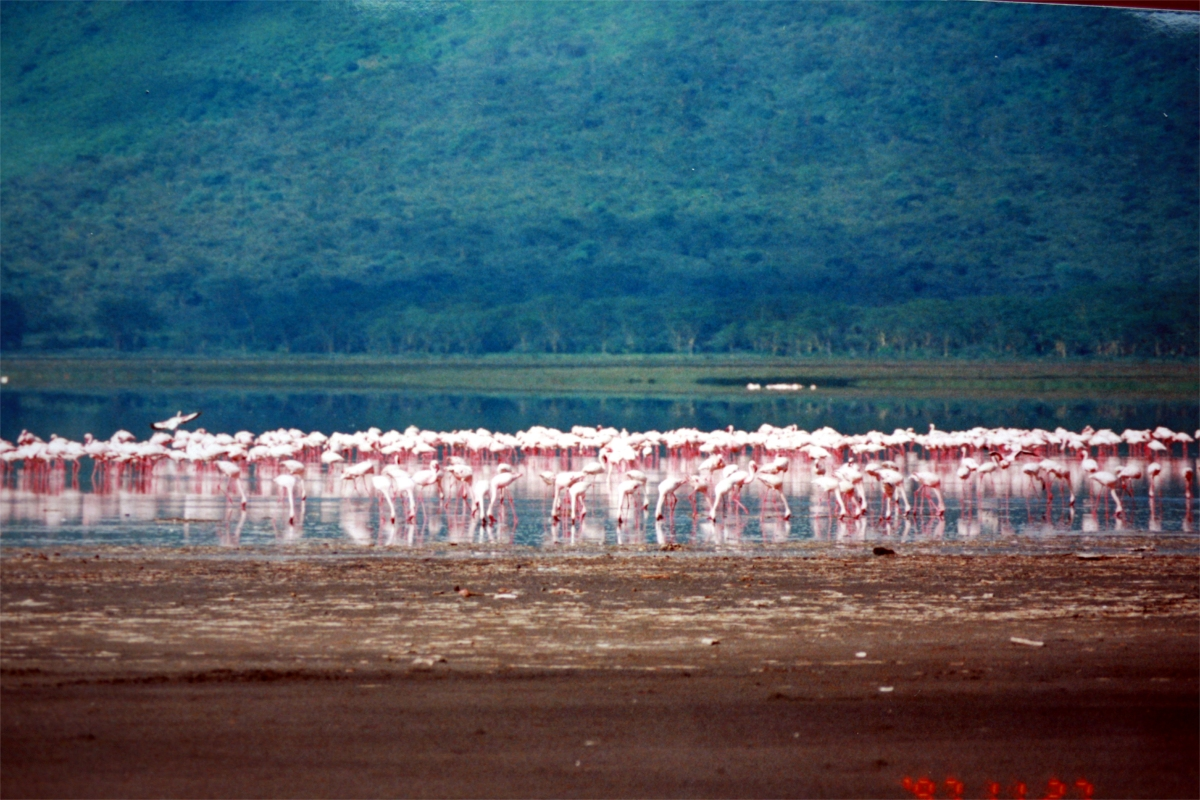
Flamants roses se nourrissant au lac Nakuru.

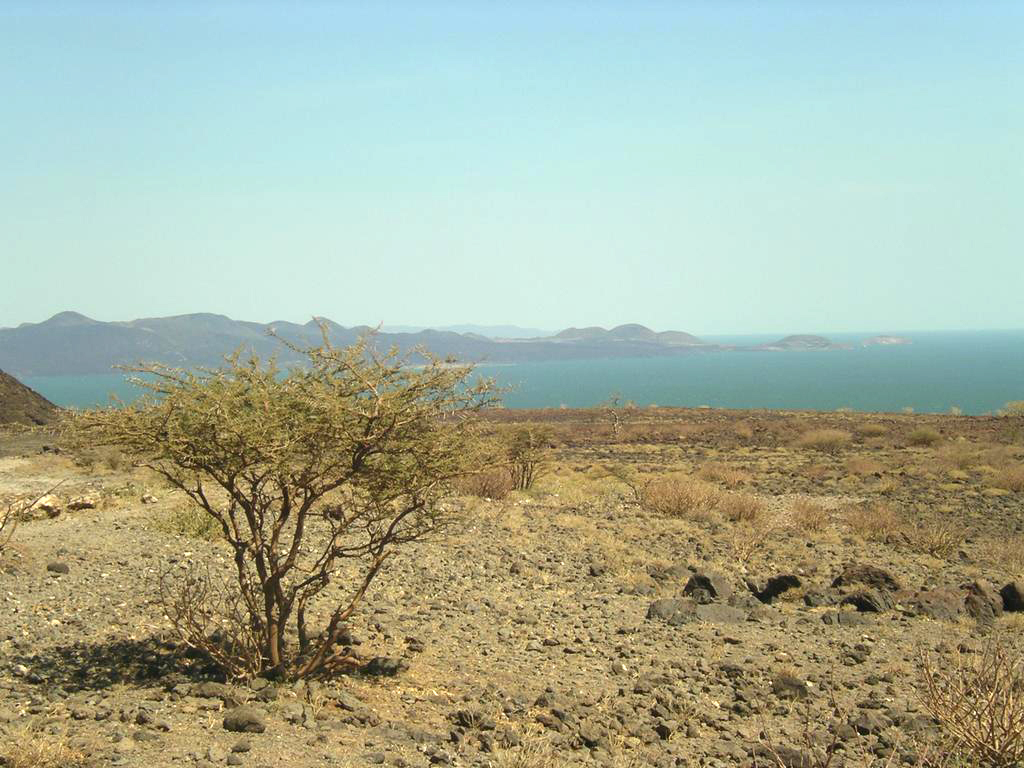
Lac Turkana.

| Continent        | Nom                                                 | Pays                  | pH       | Salinité |
| ---------------- | --------------------------------------------------- | --------------------- | -------- | -------- |
| Afrique          | Les lacs du Ouadi Natroun                           | Égypte                | 9,5      | 5 %      |
| Afrique          | Lac du cratère de Malha                             | Soudan                | 9,5-10,3 | NA       |
| Afrique          | Lac Arenguadi (lac vert)                            | Éthiopie              | 9,5-9,9  | 0,25 %   |
| Afrique          | Lac Beseka                                          | Éthiopie              | 9,6      | 0,3 %    |
| Afrique          | Lac Shala                                           | Éthiopie              | 9,8      | 1,8 %    |
| Afrique          | Lac Chitu                                           | Éthiopie              | 10,3     | 5,8 %    |
| Afrique          | Lac Abijatta                                        | Éthiopie              | 9,9      | 3,4 %    |
| Afrique          | Lac Magadi                                          | Kenya                 | 10       | >10 %    |
| Afrique          | Lac Bogoria                                         | Kenya                 | 10,5     | 35 %     |
| Afrique          | Lac Turkana                                         | Kenya                 | 8,5-9,2  | 0,25 %   |
| Afrique          | Lac Nakuru                                          | Kenya                 | 10,5     | NA       |
| Afrique          | Lac Logipi                                          | Kenya                 | 9,5-10,5 | 2-5 %    |
| Afrique          | Lac Sonachi (lac de cratère)                        | Kenya                 | NA       | NA       |
| Afrique          | Lac Balangida                                       | Tanzanie              | NA       | NA       |
| Afrique          | Lac Manyara                                         | Tanzanie              | 9,5-10   | NA       |
| Afrique          | Lac Natron                                          | Tanzanie              | 9-10,5   | >10 %    |
| Afrique          | Lac Rukwa                                           | Tanzanie              | 8-9      | NA       |
| Afrique          | Lac Eyasi                                           | Tanzanie              | 9,3      | 0,5 %    |
| Afrique          | Lacs de Momela                                      | Tanzanie              | 9,7      | 22 %     |
| Afrique          | Lac Ngami                                           | Botswana              |          |          |
| Afrique          | Sua Pan                                             | Botswana              |          | 19 %     |
| Afrique          | Lac Rombou                                          | Tchad                 | 10,2     | 2 %      |
| Asie             | Lac Kartsakhi                                       | Géorgie/Turquie       | NA       | 0,09 %   |
| Asie             | Lacs de la Steppe Koulounda (dont le lac Koulounda) | Russie                | NA       | NA       |
| Asie             | Lac de Khatyn                                       | Russie                | 10       | NA       |
| Asie             | Lac de Van                                          | Turquie               | 9,7-9,8  | 2,3 %    |
| Asie             | Lac de Salda                                        | Turquie               | NA       | NA       |
| Asie             | Lac de Lonar (lac de cratère)                       | Inde                  | 9,5-10,5 | 1 %      |
| Asie             | Lac Sambhar (lac salé)                              | Inde                  | 9,5      | 7 %      |
| Asie             | Lac de Khyagar                                      | Inde                  | 9,5      | 0,6 %    |
| Asie             | Tso Moriri (lac salé)                               | Inde                  | 9,0      | NA       |
| Asie             | Tso Kar (lac salé)                                  | Inde                  | 8,8      | NA       |
| Asie             | Lac Sourigh Yilganing Kol                           | Aksai ChinInde/Chine  | NA       | NA       |
| Asie             | Tso Tang                                            | Aksai Chin Inde/Chine | NA       | NA       |
| Asie             | Lac Aksayqin Hu                                     | Aksai Chin Inde/Chine | NA       | NA       |
| Asie             | Lac Hongshan Hu                                     | Aksai Chin Inde/Chine | NA       | NA       |
| Asie             | Lac Tianshuihai                                     | Aksai Chin Inde/Chine | NA       | NA       |
| Asie             | Lac Tianshuihai du Nord                             | Aksai Chin Inde/Chine | NA       | NA       |
| Asie             | Lac Kushul                                          | Inde                  | NA       | NA       |
| Asie             | Lac Pangong                                         | Inde/Chine            | 9,4      | 0,9 %    |
| Asie             | Spanggur Tso (Pongur Tso)                           | Inde/Chine            | NA       | NA       |
| Asie             | Lac Guozha                                          | Chine                 | NA       | NA       |
| Asie             | Lac Qinghai                                         | Chine                 | 9,3      | 2,2 %    |
| Asie             | Lac de Namucuo                                      | Inde                  | 9,4      | 0,2 %    |
| Asie             | Lac Zabuye (Drangyer)                               | Chine                 | 10       | NA       |
| Asie             | Lacs Torey                                          | Russie/ Mongolie      | NA       | NA       |
| Asie             | Taboos-nor                                          | Mongolie              | NA       | NA       |
| Europe           | Lac Fehér (Szeged)                                  | Hongrie               | NA       | NA       |
| Europe           | Böddi-szék                                          | Hongrie               | 8,8-9,8  | NA       |
| Europe           | Lac de Neusiedl (Fertő)                             | Autriche/Hongrie      | 9-9,3    | NA       |
| Europe           | Rusanda                                             | Serbie                | 9,3      | NA       |
| Europe           | Kelemen-szék                                        | Hongrie               | 9-9,7    | NA       |
| Europe           | Malham Tarn                                         | Royaume-uni           | 8,0-8,6  | NA       |
| Amérique du Nord | Lac Mono                                            | États-Unis            | 9,8      | 8 %      |
| Amérique du Nord | Lac Soda (Nevada)                                   | États-Unis            | 9,7      | NA       |
| Amérique du Nord | Lac Soap                                            | États-Unis            | 9,7      | 0,7 %    |
| Amérique du Nord | Lac Baldwin                                         | États-Unis            | NA       | NA       |
| Amérique du Nord | Lac Alkali (Orégon)                                 | États-Unis            | 11       | NA       |
| Amérique du Nord | Lac Summer                                          | États-Unis            | NA       | NA       |
| Amérique du Nord | Lac Owens                                           | États-Unis            | NA       | NA       |
| Amérique du Nord | Lac Borax                                           | États-Unis            | NA       | NA       |
| Amérique du Nord | Lac Manitou                                         | Canada                | NA       | NA       |
| Amérique du Nord | Lac Goodenough                                      | Canada                | 10,2     | NA       |
| Amérique du Nord | Lac Texcoco                                         | Mexique               | 8,8-11,5 | 8 %      |
| Amérique du Nord | Lac Alchichica                                      | Mexique               | 8,9      | NA       |
| Amérique du Sud  | Lac Antofagasta                                     | Chili                 | NA       | NA       |
| Australie        | Lac Werowrap                                        | Australie             | 9,8      | 4 %      |

## Usage industriel
De nombreux produits chimiques solubles dans l'eau sont extraits des eaux du lac de soude dans le monde entier. Le carbonate de lithium (lac Zabuye), la potasse (lac Lop Nur et la potasse du lac salé Qinghai), le carbonate de sodium (lac Abijatta et lac Natron), etc., sont extraits en grande quantité. Le carbonate de lithium est une matière première dans la production de lithium qui a des applications dans les batteries de stockage au lithium, largement utilisées dans les gadgets électroniques modernes et les automobiles électriques. L'eau de certains lacs de soude est riche en carbonate d'uranium dissous. L'algaculture est réalisée à l'échelle commerciale avec de l'eau de lac de soude.